# Dragon Ball Z 2: Super Battle
Dragon Ball Z 2: Super Battle (ドラゴンボールZ 2 スーパーバトル, Doragon bōru zetto tsū: Supā batoru, littéralement « Dragon Ball Z 2: Super Battle ») est un jeu vidéo de combat sorti en 1995 sur borne d’arcade uniquement au Japon. Il est la suite de Dragon Ball Z.

## Synopsis
La période consacrée dans ce titre est l'après Freezer dans le manga Dragon Ball Z. Son Gokû et ses amis se retrouve donc face aux Cyborgs et surtout à Cell.

## Personnages
- Son Goku
- Son Gohan
- Vegeta
- Trunks (futur)
- Piccolo
- Cell
- C-16
- C-18
- C-20
- Mr Satan